# Lista de episódios de Jujutsu Kaisen

Pôster promocional da série

Esta é a lista de episódios de Jujutsu Kaisen (japonês: 呪術廻戦, lit. "Batalha de Feiticeiros"), um anime baseado no mangá de mesmo nome escrito e ilustrado por Gege Akutami entre 2018 e 2024. A história segue o estudante do ensino médio Yuji Itadori quando ele se junta a uma organização secreta de Feiticeiros Jujutsu para eliminar uma poderosa Maldição chamada Ryomen Sukuna, da qual ele se torna o hospedeiro.
A série foi anunciada na edição de 25 de novembro de 2019 da Weekly Shōnen Jump e foi produzida pelo estúdio MAPPA. Sungho Park serve como diretor e Hiroshi Seko como roteirista, enquanto Tadashi Hiramatsu serviu como o designer dos personagens e Hiroaki Tsutsumi, Yoshimasa Terui e Alisa Okehazama compuseram a música. Embora o anime tenha estreado antecipadamente em streaming em 19 de setembro de 2020, ele foi ao ar oficialmente no bloco Super Animeism da MBS e TBS em 3 de outubro de 2020, sendo exibido até 27 de março de 2021 após 24 episódios. Em 12 de fevereiro de 2022, uma segunda temporada foi anunciada. Shōta Goshozono substituiu Sungho Park como diretor, com Sayaka Koiso e Hiramatsu como designer de personagens e Terui retornando como o único compositor. A temporada estreou em 6 de julho de 2023 e teve dois cours que adaptaram os arcos de história "Inventário Oculto/Morte Prematura" e "Incidente em Shibuya" do mangá. Após sua coclusão em 28 de dezembro do mesmo ano, uma continuação, que cobrirá o arco "Jogo do Abate", foi anunciada. O anime ainda recebeu um filme, Jujutsu Kaisen 0, baseado na história de mesmo nome que serve como uma prequência para os eventos da série, lançado em 24 de dezembro de 2021.
O primeiro tema de abertura, "Kaikai Kitan", é interpretado por Eve, enquanto o primeiro tema de encerramento, "Lost in Paradise", é interpretado por ALI (com Aklo). Do terceiro episódio em diante, a série inclui em seus pós-créditos curtas intitulados "Juju Sanpo" (呪術さんぽ, lit. "Passeio Juju", dublado também como "Rolê do Juju"), que se concentram na vida cotidiana dos personagens principais. O segundo tema de abertura é "Vivid Vice", interpretado por Who-ya Extended, enquanto o segundo tema de encerramento é "Give it Back", interpretado por Cö Shu Nie. Na segunda temporada, durante o arco "Inventário Oculto/Morte Prematura", "Ao no Sumika" (青のすみか) de Tatsuya Kitani foi usado na abertura, enquanto "Akari" (燈) de Soushi Sakiyama serviu como tema de encerramento. Já durante o arco "Incidente em Shibuya", "Specialz" de King Gnu foi usado como tema de abertura e "More Than Words" de Hitsujibungaku serviu de tema de encerramento.
O anime é licenciado pela Crunchyroll para streaming fora da Ásia.  A empresa também publicou versões dubladas em inglês, espanhol, português, francês e alemão, além de um streaming por voice-over em russo que estreou em 20 de novembro de 2020. No Sudeste Asiático, a Medialink licenciou a série e a transmitiu no iQIYI. Os primeiros volumes japoneses de DVD e Blu-ray foram lançados em 20 de janeiro de 2021.

## Resumo da série
| Temporada | Temporada | Episódios | Episódios | Originalmente exibido | Originalmente exibido  |
| Temporada | Temporada | Episódios | Episódios | Estreia da temporada  | Final da temporada     |
| --------- | --------- | --------- | --------- | --------------------- | ---------------------- |
|           | 1         | 24        | 24        | 3 de outubro de 2020  | 27 de março de 2021    |
|           | 2         | 23        | 5         | 6 de julho de 2023    | 3 de agosto de 2023    |
|           | 2         | 23        | 18        | 31 de agosto de 2023  | 28 de dezembro de 2023 |

## Lista de episódios

### 1.ª temporada (2020–2021)
| N.º geral | N.º temp. | Título (Título em japonês) | Dirigido por                       | Storyboard por    | Exibição original       |
| --------- | --------- | --- | ---------------------------------- | ----------------- | ----------------------- |
| 1         | 1         | "Ryomen Sukuna" Transliteração: "Ryōmen Sukuna" (em japonês: 両面宿儺)                                                                                                 | Yui Umemoto Tadashi Hiramatsu      | Tadashi Hiramatsu | 3 de outubro de 2020    |
| 2         | 2         | "Por Mim Mesmo" Transliteração: "Jibun no Tameni" (em japonês: 自分のために)                                                                                           | Ryōhei Takeshita Tadashi Hiramatsu | Ryōhei Takeshita  | 10 de outubro de 2020   |
| 3         | 3         | "Garota de Aço" Transliteração: "Tekkotsu Musume" (em japonês: 鉄骨娘)                                                                                                 | Kakushi Ifuku Tadashi Hiramatsu    | Hiroaki Andō      | 17 de outubro de 2020   |
| 4         | 4         | "Morte ao Feto Amaldiçoado" Transliteração: "Jutai Taiten" (em japonês: 呪胎戴天)                                                                                      | Hideaki Abe Tadashi Hiramatsu      | Yoshiaki Kawajiri | 24 de outubro de 2020   |
| 5         | 5         | "Morte ao Feto Amaldiçoado - 2 -" Transliteração: "Jutai Taiten -Ni-" (em japonês: 呪胎戴天－弐－)                                                                     | Yōsuke Takada Tadashi Hiramatsu    | Yoshiaki Kawajiri | 31 de outubro de 2020   |
| 6         | 6         | "Depois da Chuva" Transliteração: "Ugo" (em japonês: 雨後) | Eri Nagata Tadashi Hiramatsu       | Eri Nagata        | 7 de novembro de 2020   |
| 7         | 7         | "Ataque" Transliteração: "Kyūshū" (em japonês: 急襲) | Sunghoo Park                       | Takahiro Shikama  | 14 de novembro de 2020  |
| 8         | 8         | "Tédio" Transliteração: "Taikutsu" (em japonês: 退屈) | Shōta Goshozono                    | Tetsuo Hirakawa   | 21 de novembro de 2020  |
| 9         | 9         | "Peixes Pequenos e Punições Reversas" Transliteração: "Yōgyo to Sakabachi" (em japonês: 幼魚と逆罰)                                                                    | Ryōhei Takeshita                   | Ryōhei Takeshita  | 28 de novembro de 2020  |
| 10        | 10        | "Transfiguração Inerte" Transliteração: "Mui Tenpen" (em japonês: 無為転変)                                                                                            | Ken Takahashi                      | Ken Takahashi     | 5 de dezembro de 2020   |
| 11        | 11        | "Mente Fechada" Transliteração: "Korōshungu" (em japonês: 固陋蠢愚) | Daisuke Tsukushi                   | Miyuki Ōshiro     | 12 de dezembro de 2020  |
| 12        | 12        | "Para Você, em Algum Dia" Transliteração: "Itsuka no Kimi e" (em japonês: いつかの君へ)                                                                                | Masataka Akai                      | Fuminori Kizaki   | 19 de dezembro de 2020  |
| 13        | 13        | "Amanhã" Transliteração: "Mata Ashita" (em japonês: また明日) | Hironori Tanaka                    | Hironori Tanaka   | 26 de dezembro de 2020  |
| 14        | 14        | "Intercâmbio com a Escola Irmã de Kyoto - Batalha de Grupos 0 -" Transliteração: "Kyōto Shimai-kō Kōryū-kai－Dantai-sen ⓪－" (em japonês: 京都姉妹校交流会－団体戦⓪－) | Chie Nishizawa                     | Miyuki Ōshiro     | 16 de janeiro de 2021   |
| 15        | 15        | "Intercâmbio com a Escola Irmã de Kyoto - Batalha de Grupos 1 -" Transliteração: "Kyōto Shimai-kō Kōryū-kai－Dantai-sen ①－" (em japonês: 京都姉妹校交流会－団体戦①－) | Hideaki Abe                        | Hideaki Abe       | 23 de janeiro de 2021   |
| 16        | 16        | "Intercâmbio com a Escola Irmã de Kyoto - Batalha de Grupos 2 -" Transliteração: "Kyōto Shimai-kō Kōryū-kai－Dantai-sen ②－" (em japonês: 京都姉妹校交流会－団体戦②－) | Masato Nakazono                    | Masato Nakazono   | 30 de janeiro de 2021   |
| 17        | 17        | "Intercâmbio com a Escola Irmã de Kyoto - Batalha de Grupos 3 -" Transliteração: "Kyōto Shimai-kō Kōryū-kai－Dantai-sen ③－" (em japonês: 京都姉妹校交流会－団体戦③－) | Shōta Goshozono                    | Shōta Goshozono   | 6 de fevereiro de 2021  |
| 18        | 18        | "Sábio" Transliteração: "Kenja" (em japonês: 賢者) | Yōsuke Takada                      | Fuminori Kizaki   | 13 de fevereiro de 2021 |
| 19        | 19        | "Fulgor Negro" Transliteração: "Kokusen" (em japonês: 黒閃) | Ryū Nakayama                       | Ryū Nakayama      | 20 de fevereiro de 2021 |
| 20        | 20        | "Fora do Padrão" Transliteração: "Kikaku-gai" (em japonês: 規格外) | Masataka Akai                      | Fuminori Kizaki   | 27 de fevereiro de 2021 |
| 21        | 21        | "Jujutsu Koshien" Transliteração: "Jujutsu Kōshien" (em japonês: 呪術甲子園)                                                                                           | Yui Umemoto                        | Yui Umemoto       | 6 de março de 2021      |
| 22        | 22        | "A Origem da Obediência Cega" Transliteração: "Kishu Raidō" (em japonês: 起首雷同)                                                                                     | Tomomi Kamiya                      | Tomomi Kamiya     | 13 de março de 2021     |
| 23        | 23        | "A Origem da Obediência Cega - 2 -" Transliteração: "Kishu Raidō -Ni-" (em japonês: 起首雷同)                                                                          | Chie Nishizawa                     | Sunghoo Park      | 20 de março de 2021     |
| 24        | 24        | "Cúmplices" Transliteração: "Kyōhan" (em japonês: 共犯) | Sunghoo Park                       | Sunghoo Park      | 27 de março de 2021     |

### 2.ª temporada (2023)
| Parte 1: Inventário Oculto/Morte Prematura |    | |                                                        |                                             |                        |
| 25                                         | 1  | "Inventário Oculto" Transliteração: "Kaigyoku" (em japonês: 懐玉)                                            | Shōta Goshozono                                        | Shōta Goshozono                             | 6 de julho de 2023     |
| 26                                         | 2  | "Inventário Oculto 2" Transliteração: "Kaigyoku -Ni-" (em japonês: 懐玉－弐－)                               | Yōsuke Takada                                          | Yōsuke Takada                               | 13 de julho de 2023    |
| 27                                         | 3  | "Inventário Oculto 3" Transliteração: "Kaigyoku -San-" (em japonês: 壊玉－参－)                              | Naoki Miyajima                                         | Naoki Miyajima                              | 20 de julho de 2023    |
| 28                                         | 4  | "Inventário Oculto 4" Transliteração: "Kaigyoku -Shi-" (em japonês: 懐玉－肆－)                              | Arifumi Imai                                           | Arifumi Imai                                | 27 de julho de 2023    |
| 29                                         | 5  | "Morte Prematura" Transliteração: "Gyokusetsu" (em japonês: 玉折)                                            | Atsushi Nakagawa                                       | Shōta Goshozono                             | 3 de agosto de 2023    |
| Parte 2: Incidente em Shibuya              |    | |                                                        |                                             |                        |
| 30                                         | 6  | "E é Assim" Transliteração: "Sō Iu Koto" (em japonês: そういうこと)                                          | Ryota Aikei                                            | Ryōta Aikei                                 | 31 de agosto de 2023   |
| 31                                         | 7  | "Festival ao Fim de Tarde" Transliteração: "Yoimatsuri" (em japonês: 宵祭り)                                 | Yooto Atsushi Nakagawa                                 | Yooto Teppei Okuda                          | 7 de setembro de 2023  |
| 32                                         | 8  | "Incidente em Shibuya" Transliteração: "Shibuya Jihen" (em japonês: 渋谷事変)                                | Hiroyuki Kitakubo                                      | Hiroyuki Kitakubo                           | 15 de setembro de 2023 |
| 33                                         | 9  | "Incidente em Shibuya - Portão Aberto" Transliteração: "Shibuya Jihen Kaimon" (em japonês: 渋谷事変 開門)    | Teppei Okuda                                           | Shōta Goshozono                             | 22 de setembro de 2023 |
| 34                                         | 10 | "Pandemônio" Transliteração: "Konran" (em japonês: 昏乱)                                                     | Yōsuke Takada                                          | Yōsuke Takada                               | 29 de setembro de 2023 |
| 35                                         | 11 | "Sessão Espiritual" Transliteração: "Kōrei" (em japonês: 降霊)                                               | Hayato Kurosaki                                        | Hayato Kurosaki                             | 6 de outubro de 2023   |
| 36                                         | 12 | "Faca Cega" Transliteração: "Dontō" (em japonês: 鈍刀)                                                       | Shunsuke Ōkubo                                         | Shunsuke Ōkubo                              | 12 de outubro de 2023  |
| 37                                         | 13 | "Escama Vermelha" Transliteração: "Sekirin" (em japonês: 赫鱗)                                               | Kazuto Arai Takumi Sukanohara                          | Kazuto Arai Takumi Sukanohara               | 19 de outubro de 2023  |
| 38                                         | 14 | "Flutuações" Transliteração: "Yōtō" (em japonês: 揺蕩)                                                       | Tō Tatsuta                                             | Tō Tatsuta                                  | 26 de outubro de 2023  |
| 39                                         | 15 | "Flutuações, Parte 2" Transliteração: "Yōtō -Ni-" (em japonês: 揺蕩-弐-)                                     | Isuta Meister Ryota Aikei Hayato Kurosaki Teppei Okuda | Takao Abo Isuta Meister                     | 2 de novembro de 2023  |
| 40                                         | 16 | "Trovão" Transliteração: "Hekireki" (em japonês: 霹靂)                                                       | Itsuki Tsuchigami                                      | Itsuki Tsuchigami                           | 9 de novembro de 2023  |
| 41                                         | 17 | "Trovão, Parte 2" Transliteração: "Hekireki -Ni-" (em japonês: 霹靂-弐-)                                     | Itsuki Tsuchigami Hakuyu Go Harumi Yamazaki            | Itsuki Tsuchigami Hakuyu Go Harumi Yamazaki | 16 de novembro de 2023 |
| 42                                         | 18 | "Certo e Errado" Transliteração: "Rihii" (em japonês: 理非)                                                  | Shōta Goshozono                                        | Shōta Goshozono                             | 23 de novembro de 2023 |
| 43                                         | 19 | "Certo e Errado, Parte 2" Transliteração: "Rihii -Ni-" (em japonês: 理非-弐-)                                | Naoki Miyajima                                         | Naoki Miyajima                              | 30 de novembro de 2023 |
| 44                                         | 20 | "Certo e Errado, Parte 3" Transliteração: "Rihii -San-" (em japonês: 理非-参-)                               | Yūji Tokuno                                            | Yūji Tokuno                                 | 7 de dezembro de 2023  |
| 45                                         | 21 | "Metamorfose" Transliteração: "Henshin" (em japonês: 変身)                                                   | Tetsuya Akutsu                                         | Tetsuya Akutsu                              | 14 de novembro de 2023 |
| 46                                         | 22 | "Metamorfose, Parte 2" Transliteração: "Henshin -Ni-" (em japonês: 変身-弐-)                                 | Ryota Aikei Yōsuke Takada                              | Ryota Aikei                                 | 21 de dezembro de 2023 |
| 47                                         | 23 | "Incidente em Shibuya - Portões Fechados" Transliteração: "Shibuya Jihen Heimon" (em japonês: 渋谷事変 閉門) | Shōta Goshozono                                        | Shōta Goshozono                             | 28 de dezembro de 2023 |

## Filme
| Título (Título em japonês)                                                                     | Dirigido por  | Escrito por  | Exibição original      |
| ---------------------------------------------------------------------------------------------- | ------------- | ------------ | ---------------------- |
| Jujutsu Kaisen 0 Transliteração: "Gekijōban Jujutsu Kaisen Zero" (em japonês: 劇場版 呪術廻戦) | Park Sung-hoo | Hiroshi Seko | 24 de dezembro de 2021 |

## Home video
| Volume   | Volume                  | Data                  | Discos | Episódios | Ref.   |
| -------- | ----------------------- | --------------------- | ------ | --------- | ------ |
|          | Volume 1                | 20 de janeiro de 2021 | 1      | 1–3       | [ 27 ] |
| Volume 2 | 17 de fevereiro de 2021 | 4–6                   | 1      | [ 28 ]    |        |
| Volume 3 | 17 de março de 2021     | 7–9                   | 1      | [ 29 ]    |        |
| Volume 4 | 21 de abril de 2021     | 10–12                 | 1      | [ 30 ]    |        |
| Volume 5 | 26 de maio de 2021      | 13–15                 | 1      | [ 31 ]    |        |
| Volume 6 | 23 de junho de 2021     | 16–18                 | 1      | [ 32 ]    |        |
| Volume 7 | 21 de julho de 2021     | 19–21                 | 1      | [ 33 ]    |        |
| Volume 8 | 18 de agosto de 2021    | 22–24                 | 1      | [ 34 ]    |        |

| Nome     | Nome                                   | Volume                  | Data                   | Discos | Episódios | Ref.   |
| -------- | -------------------------------------- | ----------------------- | ---------------------- | ------ | --------- | ------ |
|          | Arco Inventário Oculto/Morte Prematura | Volume 1                | 18 de outubro de 2023  | 1      | 25–27     | [ 35 ] |
| Volume 2 | Arco Inventário Oculto/Morte Prematura | 22 de novembro de 2023  | 28–29                  | 1      | [ 36 ]    |        |
|          | Arco Incidente em Shibuya              | Volume 1                | 20 de dezembro de 2023 | 1      | 30–32     | [ 37 ] |
| Volume 2 | Arco Incidente em Shibuya              | 24 de janeiro de 2024   | 33–35                  | 1      | [ 38 ]    |        |
| Volume 3 | Arco Incidente em Shibuya              | 24 de fevereiro de 2024 | 36–38                  | 1      | [ 39 ]    |        |
| Volume 4 | Arco Incidente em Shibuya              | 20 de março de 2024     | 39–41                  | 1      | [ 40 ]    |        |
| Volume 5 | Arco Incidente em Shibuya              | 17 de abril de 2024     | 42–44                  | 1      | [ 41 ]    |        |
| Volume 6 | Arco Incidente em Shibuya              | 22 de maio de 2024      | 45–47                  | 1      | [ 42 ]    |        |